# IC 3517
IC 3517 ist eine Zwerggalaxie vom Hubble-Typ SBdm im Sternbild Jungfrau nördlich der Ekliptik. Sie ist schätzungsweise 17 Millionen Lichtjahre von der Milchstraße entfernt. Die Entfernungsmessungen basierend auf den Radialgeschwindigkeiten stimmen nicht mit den rotverschiebungsunabhängigen Entfernungsschätzungen von 71 ± 19 Millionen Lichtjahren überein.
Das Objekt wurde am 15. Februar 1900 vom Astronomen Arnold Schwassmann entdeckt.